# Virgen de Regla

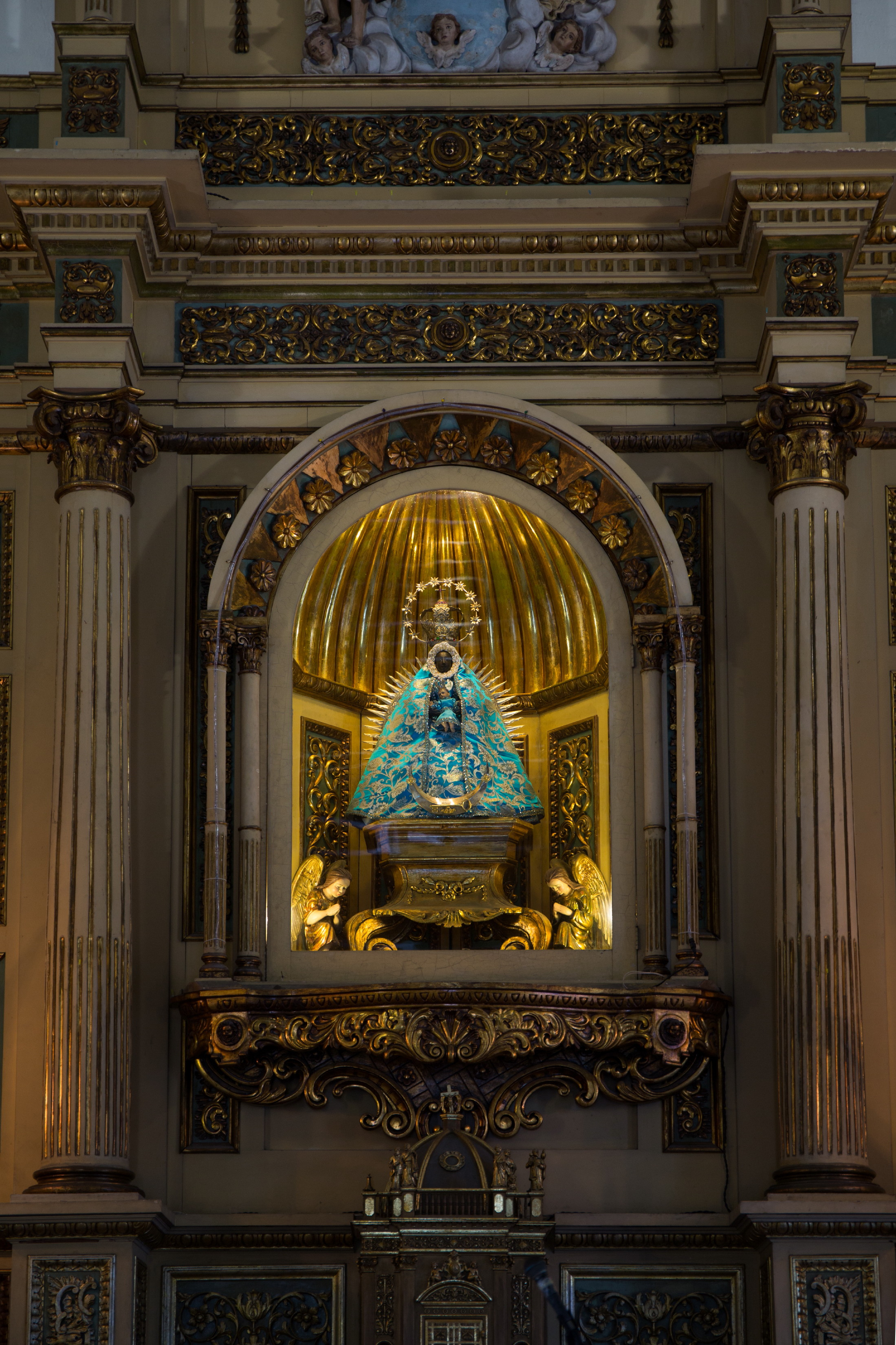
Regla, Kuba

Die Virgen de Regla ist ein 62 cm hohe schwarze Madonna aus Holz. Sie ist die Stadtpatronin von Chipiona und die Schutzpatronin der Seeleute und der Bucht von Havanna. 

## Legende
Sie war im Besitz von Kirchenvater Augustinus († 430). Nach der Einnahme der Stadt Hippo im Jahr 431 durch die Vandalen gingen die Augustinermönche mit der schwarzen Madonna nach Chipiona und erbauten das Kloster „Regla“. Im 8. Jahrhundert flohen die Mönche vor den Mauren und  vergruben die Virgen de Regla in der Nähe des Klosters. Nach der Rückeroberung durch Alfons X. im 13. Jahrhundert wurde sie auf Grund einer Marienerscheinung wiedergefunden.

## Sanktuarium
- Sanktuarium in Chipiona: 36° 43′ 48,6″ N, 6° 26′ 20,2″ W
- Sanktuarium in Regla auf Kuba: 23° 7′ 53,7″ N, 82° 20′ 10,5″ W
- Kirche Nuestra Señora de Regla in Santa Cruz de Tenerife:
- Kirche Nuestra Señora de Regla in Pájara:

## Synkretismus
In der Santería wird sie mit Yemayá synkretisiert. 